# Jordi Rebellón
Jordi Rebellón López (Barcelona, 15 de febrero de 1957-Madrid, 8 de septiembre de 2021) fue un actor español de cine, televisión y teatro. Fue especialmente conocido por su papel de Rodolfo Vilches en la serie de Telecinco Hospital Central.

## Biografía
Su formación como actor se relaciona con la Escuela de Actores de Barcelona, en la que, además de interpretación, recibió clases de canto, baile y voz. Debido a ello, trabajó no solo como intérprete sino también detrás de las cámaras, ya fuese como guionista, ayudante de dirección o coordinador de espectáculos teatrales.
Su carrera interpretativa se centró especialmente en televisión y teatro. Su debut en la pequeña pantalla fue en dos episodios del espacio infantil Barrio Sésamo. Tras participar en el videoclip de la canción Big Mistake de Natalie Imbruglia en 1997, comenzó a cobrar popularidad gracias al personaje de Ángel Valverde en la exitosa serie de televisión de Emilio Aragón Médico de familia.
El papel más reconocido de su trayectoria ha sido el de Dr. Rodolfo Vilches en la serie Hospital Central, que protagonizó durante diez años.
Con posterioridad intervino en otras producciones televisivas como Amar es para siempre (2013-2014) interpretando al bioquímico Luis Ardanza, Sin identidad (2014-2015), Cuéntame cómo pasó (2015-2016) y Mercado central (2020-2021).
En cuanto a su vida personal, era soltero y sin hijos.
El actor sufrió un ictus el 7 de septiembre de 2021 por la tarde, motivo por el que ingresó grave en el Hospital de la Paz en Madrid, y finalmente falleció debido a un derrame cerebral posterior.

## Filmografía

### Televisión
| Año                      | Título               | Papel                  | Canal     | Notas         |
| ------------------------ | -------------------- | ---------------------- | --------- | ------------- |
| 1995                     | Barrio Sésamo        | Alcalde                | TVE       |               |
| 1995                     | Makinavaja           | Sargento Oroño         | TVE       |               |
| 1996                     | Estacio d'enllaç     | Comisario Terol        | TVC       | 1 episodio    |
| 1997                     | Sitges               | Enrique Guzmán         | TVC       | 1 episodio    |
| 1998 - 1999              | Médico de familia    | Ángel Valverde         | Telecinco | 14 episodios  |
| 1999                     | Petra Delicado       | Enrique Tarazona       | Telecinco | 1 episodio    |
| 2000 - 2007; 2009 - 2012 | Hospital Central     | Dr. Rodolfo Vilches    | Telecinco | 256 episodios |
| 2008                     | Fago                 | Mateo Ibarra           | TVE       | 3 episodios   |
| 2013 - 2014              | Amar es para siempre | Luis Ardanza           | Antena 3  | 74 episodios  |
| 2014 - 2015              | Sin identidad        | Francisco José Fuentes | Antena 3  | 15 episodios  |
| 2014 - 2015              | Astrapace            | Matías Carmona         | Netflix   | 40 episodios  |
| 2015 - 2016              | Cuéntame cómo pasó   | José Ignacio           | TVE       | 21 episodios  |
| 2017                     | Treufoc              | Antonio Niu            | IB3       | 2 episodios   |
| 2018                     | Servir y proteger    | Adolfo Ocaña           | TVE       | 9 episodios   |
| 2020 - 2021              | Mercado Central      | Fernando Luján         | TVE       | 40 episodios  |

### Programas de telerrealidad
- Tu cara me suena 4, como invitado, imitando a Antonio Flores (2015)
- El gran reto musical, como invitado (2017)

### Largometrajes
| Año  | Película                      | Personaje            | Director          | Género        | Duración |
| ---- | ----------------------------- | -------------------- | ----------------- | ------------- | -------- |
| 1988 | El complot de los anillos     |                      | Francesc Bellmunt | Intriga       | 1h 30m   |
| 1989 | La señora del Oriente Express |                      | Franco Lo Cascio  | Suspense      | 1h 32m   |
| 1990 | La telaraña                   |                      | Antoni Verdaguer  | Drama         | 2h 03m   |
| 1992 | El largo invierno             |                      | Jaime Camino      | Drama         | 2h 15m   |
| 1993 | La fiebre del oro             |                      | Gonzalo Herralde  | Drama         | 2h 41m   |
| 1993 | Mal de amores                 | Chico del noticiario | Carlos Balagué    | Drama         | 1h 35m   |
| 1993 | Todo falso                    | Teniente             | Raimon Masllorens | Comedia       | 1h 33m   |
| 1996 | Adiós Tiburón                 | Broker 1             | Carlos Suárez     | Comedia       | 1h 30m   |
| 2006 | GAL                           | Carlos Peinado       | Miguel Courtois   | Acción. Drama | 1h 51m   |
| 2008 | Enloquecidas                  | José María           | Juan Luis Iborra  | Comedia       | 1h 36m   |
| 2018 | El destierro                  | Félix                | Nacho Ruipérez    | Thriller      | 1h 45m   |

### Cortometrajes
| Año  | Título                 | Personaje             | Director                  | Género       | Duración |
| ---- | ---------------------- | --------------------- | ------------------------- | ------------ | -------- |
| 1993 | J.V.                   |                       | Isabel Gardela            | Drama        | 8m       |
| 2001 | Reflejos de una dama   |                       | David Mataró              |              | 16m      |
| 2001 | Ausencias              | Miguel                | Nely Requera              |              | 18m      |
| 2002 | Roma no paga traidores | Cardenal              | Alejandro Ripoll Carrasco | Thriller     | 12m      |
| 2012 | Beige                  | Colaboración especial | Triana Lorite             | Drama        | 6m       |
| 2016 | Un buen amigo          | Carlos                | Bernardo Hernández        | Drama bélico | 8m       |

### Teatro
- Quan Spidoux s'adorm
- Don Joan Moliere
- L’hostal de la Gloria
- Aquí no paga nadie (2005)
- Mentiras, incienso y mirra (2008)
- Don Juan Tenorio (2010)
- Desclasificados (2013)
- El funeral (2018)

## Obras
- Rebellón, Jordi (2015). Yo quise ser Supermán. Suma. p. 344. ISBN 9788483658062.

## Premios y candidaturas
| Año  | Premio                      | Categoría             | Título                     | Resultado |
| ---- | --------------------------- | --------------------- | -------------------------- | --------- |
| 2003 | Premios Zapping             | Mejor Actor           | Hospital Central           | Ganador   |
| 2005 | Premios Fotogramas de Plata | Mejor Actor de TV     | Hospital Central           | Candidato |
| 2006 | TP de Oro                   | Mejor Actor           | Hospital Central           | Candidato |
| 2008 | Premios Fotogramas de Plata | Mejor Actor de Teatro | Mentiras, incienso y mirra | Candidato |

- Premio de la Asociación Profesional Española de Información de Prensa, Radio y Televisión (2002)
- Galardón "Brujo del Año" otorgado por la Federación de Peñas Festeras y Culturales de las Fiestas de Mayo de Alcantarilla (2010)